# Усть-Горбица
Усть-Горбица — село в Чернышевском районе Забайкальского края России. Входит в состав городского поселения «Букачачинское». Основано в 1932 году.

## География
Село находится в западной части района, в лесостепной зоне, на берегах реки Куэнги, вблизи места впадения в неё реки Горбицы, на расстоянии примерно 36 километров (по прямой) к северо-западу от посёлка городского типа Чернышевск. Абсолютная высота — 607 метров над уровнем моря.
Климат
Климат характеризуется как резко континентальный, с продолжительной холодной малоснежной зимой и коротким тёплым летом. Среднегодовая температура воздуха составляет −5,5 — −3 °С. Средняя многолетняя температура самого холодного месяца (января) составляет −28 — −34 °С (абсолютный минимум — −57 °С), температура самого тёплого (июля) — 17 — 19,5 °С (абсолютный максимум — 37 °С). Среднегодовое количество осадков — 350—400 мм. Продолжительность безморозного периода составляет в среднем 80 −95 дней.
Часовой пояс
Село Усть-Горбица находится в часовой зоне МСК+6. Смещение применяемого времени относительно UTC составляет +9:00.

## Население
| 2010 | 2021 |
| ---- | ---- |
| 4    | ↘2   |

Половой состав
По данным Всероссийской переписи населения 2010 года в гендерной структуре населения мужчины составляли 50 %, женщины — соответственно также 50 %.
Национальный состав
Согласно результатам переписи 2002 года, в национальной структуре населения русские составляли 100 % из 10 чел.